# Johann Karl Friedrich Zöllner

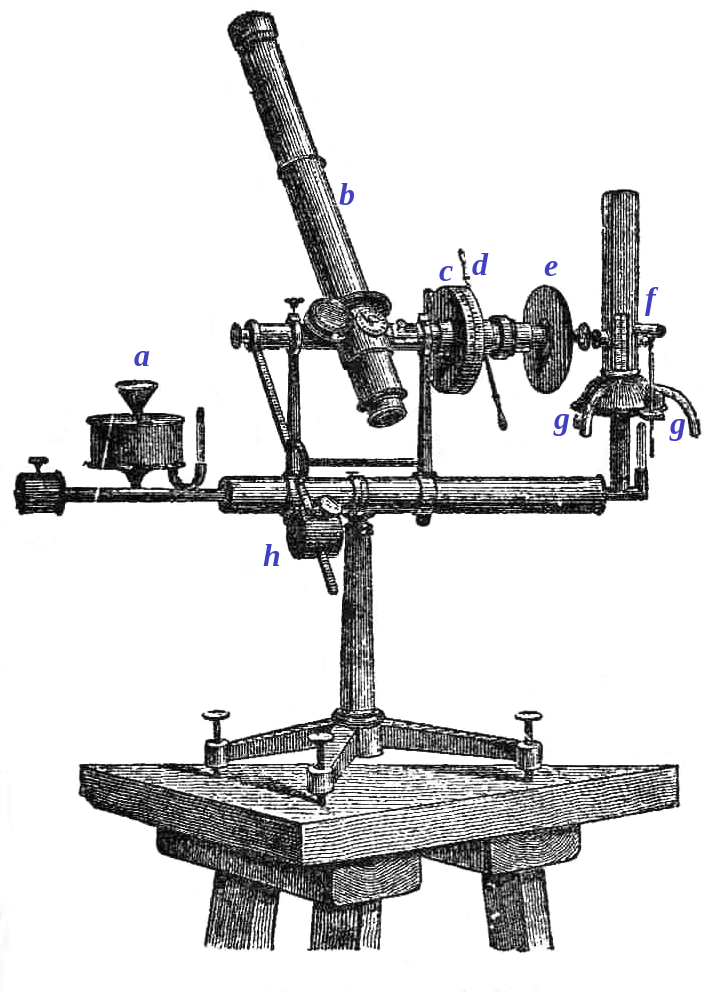
Zöllner's Astrofotometer

Johann Karl Friedrich Zöllner (Berlijn, 8 november 1834 - Leipzig, 25 april 1882) was een Duits astrofysicus die zich ook in optische illusies verdiepte.

## Leven en Werk
Hij studeerde natuurwetenschappen en Fysica aan de Humboldt Universiteit van Berlijn en de Universiteit van Bazel.
Na zijn studies werkt hij aan de Universiteit van Leipzig waar hij in 1866 assistent en in 1872 tot professor wordt benoemd.
Hij werkt vooral op het gebied van fotometrie en ontwerpt hiervoor in 1860 een astrofotometer die zijn naam krijgt.
Een eerste publicatie gaat vooral over het licht en de kleur van de hemel en draagt de naam 'Grundzüge einer allgemeinen Photometrie des Himmels, uitgegeven in Berlijn in 1861.
Hij doet vervolgens ook onderzoek naar de zon en de protuberansen en hun kleurenspectrum.
Hij was ook de eerste die Christian Doppler's theorie over het effect dat de sterbeweging had op de kleuren van de ster, en de verschuiving ook wel roodverschuiving genoemd, kom bewijzen in 1869. Hiervoor gebruikte hij een heel gevoelige spectroscoop die hij de reversie-spectroscoop noemde.
In zijn werk over kometen komt hij de wetenschappelijke vaststellingen ook een reeks theorieën en probeert hij een algemene wet over de zwaartekracht en materie te formuleren. In navolging van Hermann von Helmholtz oppert hij ook het bestaan van een vierde dimensie.
Vanaf 1877 probeert hij ook andere wetenschappers via een soort spirituele seance te overtyigen van een vierde dimensie. Dit levert hem van alle kanten kritiek en bepaalden verklaren hem gestoord.
Hij ontdekte tevens de Zöllner-illusie, naar hem genoemd, waarbij lijnen die parallel lopen dit niet meer lijken door snijdende lijnstukken.
De krater Zöllner op de maan is naar hem genoemd.

## Zijn publicaties
- Über Photometrie. In: Poggendorffs Annalen, 1857.
- Grundzüge einer allgemeinen Photometrie des Himmels. Leipzig 1861.
- Photometrische Untersuchungen. Leipzig 1865.
- Theorie des 4-dimensionalen Raumes. Leipzig 1867.
- Die Natur der Kometen. Leipzig 1870.
- Wissenschaftliche Abhandlungen. Bd. 1–4. Leipzig 1878–1881.